# فتح گوا توسط پرتغالی‌ها
فتح گوا توسط پرتغالی‌ها (انگلیسی: Portuguese conquest of Goa) زمانی رخ داد که فرماندار آلفونسو دو آلبوکرکی شهر را در سال ۱۵۱۰ از دست عادل‌شاهیان گرفت. شهر قدیم گوا، که پایتخت هند شرقی امپراتوری پرتغال و سرزمین‌های هند پرتغال مانند بمبئی شد، جزو مکان‌هایی نبود که آلبوکرکی قرار بود فتح کند. او این کار را پس از پیشنهاد حمایت و راهنمایی تیموجی و سربازانش انجام داد.